# 사티쉬 쿠마르
사티쉬 쿠마르(영어: Satish Kumar, 1936년 8월 9일~)는 인도 출신의 녹색환경운동가이며 평화운동가이다. 핵무기반대운동을 위해 인도에서 출발하여 파키스탄, 이란, 러시아, 프랑스, 영국, 미국을 걸어서 순례했고, 인도로 돌아가기 전 원폭 투하국인 일본에 방문했다.

## 어린 시절
사티쉬 쿠마르는 라자스탄 주 스리둥가르에서 태어났으며, 9살 때 자이나교의 승려가 되었다. 그러나 종교가 속세를 완전히 떠날 수 없다는 생각에 환속하여 비노바 바베가 설립한 아쉬람에 들어간다.

## 평화 순례
버트런드 러셀이 핵무기에 반대하는 시민 불복종 운동을 전개하여 감옥에 들어갔다는 소식을 듣고, 인도에서 걸어서 핵무기를 가지고 있다는 국가의 수도에 가서, 국가 정상을 만나는 평화 순례 운동을 전개한다. 이 여정은 사티쉬 쿠마르의 책 사티쉬 쿠마르No Destination에 실려있다.

## 영국에서의 생활
슈마허 대학을 세운다.

## 주요 저작
- 《사티쉬 쿠마르》 (서계인 역, 1997, No destination)
- 《그대가 있어 내가 있다》 (정도윤 역, 2004)
- 《부처와 테러리스트》 (이한중 역, 2005, The Buddha And the Terrorist)